# 羅倫特·白蘭斯
洛朗·罗贝尔·勃朗（法語發音：[loʁɑ̃ blɑ̃]，1965年11月19日—），是一名法國退役足球員。司職後衛，乃1998年世界杯冠軍法國隊成員，並贏得2000年歐洲國家杯，在2010年世界杯以後取代杜明尼治擔任法國隊主教練，直至2012年歐洲國家杯結束，現在由迪甘斯繼任該職位。

## 球員生涯
白蘭斯出身於法國球會蒙彼利埃，其後效力過意大利球會拿坡里和西甲巴塞隆拿，之後白蘭斯加盟了意甲國際米蘭，再於2001年加盟英超曼聯。
白蘭斯擁有出色的防守能力，對包抄及高空球的處理尤其出色，不過卻有不少中堅都有的速度及轉身緩慢的缺點。這在白蘭斯加盟英超的曼聯後尤其顯著, 白蘭斯經常被對手以速度擺脫，加上該季(2001-02)曼聯失球過多為人詬病，白蘭斯成為其中一個引致戰績差劣的罪人。而且該季前曼聯賣走著名的穩定鐵衛史譚，白蘭斯的表現被人與史譚比較，使白蘭斯更添壓力。
翌年(2002-03)，曼聯高價收購里奧·費迪南德，里奧·費迪南德的出色表現不單助曼聯重奪冠軍，也使得白蘭斯退居後備。此季完結時白蘭斯亦宣告退役。
與一般後衛不同，白蘭斯除了有防守能力外，還擅於後上攻門，代表國家隊期間已在97場國際賽中射入16球。而他在每場賽事開賽前，都喜愛一吻國家隊守門員巴夫斯的光頭，以求得到好運，成為一時佳話。

## 國際賽生涯
曾代表國家隊出戰1992年和1996年兩屆歐洲國家杯。
1998年世界杯法國隊贏得冠軍，當屆白蘭斯一路帶領球隊殺入決賽。其中十六強面對著對手巴拉圭，法國一直與對手僵持不下，直到加時階段白蘭斯射入一個黃金入球，協助法國隊進入八強。可惜，準決賽對克羅地亞時，白蘭斯被紅牌趕出場，結果因停賽無法在決賽上陣。
2000年歐洲國家杯，白蘭斯再次協助法國隊贏得冠軍。

## 教練生涯
退役後他於2007年夏季執教法甲球會波爾多，率領球隊贏得2008－2009年度法國甲組足球聯賽冠軍。
2010年7月，擔任法國隊教練，任內協助國家隊打入2012年歐洲國家盃決賽週。但在該屆分組賽中僅得一勝一和一負，並於八強止步，在歐洲國家杯比賽完結後，宣佈不與法國足協續約，離開法國國家隊。
2013年夏季出任巴黎聖日耳門主教練，任內首季便贏得法甲聯賽冠軍。

## 榮譽
球員
- 世界杯冠軍：1998
- 歐洲國家杯冠軍：2000
- 英超聯賽冠軍：2003

教練
波尔多 Bordeaux
- 法国足球甲级聯賽冠軍﹕2008/2009
- 法国联赛杯冠軍﹕2008/2009
- 法国超级杯冠軍﹕2008、2009

巴黎圣日尔曼 Paris Saint-Germain
- 法国足球甲级聯賽冠軍﹕2013/2014、2014/2015、2015/2016
- 法国杯冠軍﹕2014/2015、2015/2016
- 法国联赛杯冠軍﹕2013/2014、2014/2015、2015/2016
- 法国超级杯冠軍﹕2013、2014、2015